# Clermont (Landes)
Clermont è un comune francese di 844 abitanti situato nel dipartimento delle Landes nella regione della Nuova Aquitania.

## Società

### Evoluzione demografica
Abitanti censiti